# Южни Карпати
Южните Карпати, наричани още Трансилвански Алпи (на румънски: Carpaţii Meridionali; на сръбски: Južni Karpati; на немски: Transsilvanischen Alpen; на унгарски: Déli-Kárpátok) е мощна планинска верига, част от Карпатите, разположена на тероторията на Южна Румъния.

## Географска характеристика

### Граници, големина
Южните Карпати се простират на протежение около 300 km от изток на запад и на югозапад. На изток проходът Предял (1033 m) ги отделя от Източните Карпати, а на югозопад проломът Железни врата (Джердап) на река Дунав – от т.нар. неофициално Сръбски Карпати. На север склоновете на планината се спускат към Трансилванското плато, на запад – към Среднодунавската низина, а на юг – към Долнодунавската низина.

### Деление, геоложки строеж, релеф
Южните Карпати на три места са прерязани от проломите на реките Олт, Жиу и Черна и се делят на отделни високо- и нископланински масиви. От изток на запад последователно се редуват планините и хребетите: Бучеджи (2507 m), Езер (2463 m), Фъгъраш (Молдовяну 2544 m), Козия (1677 m), Лотру (2034 m), Чиндел (2245 m), Къпъцина (2103 m), Паринг (2518 m), Сурян (2130 m), Пояна Рускъ (1378 m), Ретезат (2509 m), Вълкан (1870 m), Годяну (2290 m), Царку (2190 m), Мехединци (1462 m), Семеник (1445 m), Догнеча (615 m), Анина (1160 m), Локва (549 m) и Алмаш (1226 m). Последните 5 планини са известни и под името Банатски планини. Южните Карпати са изградени от гранити, гнайси, варовици и пясъчници. Най-високите им части имат алпийски релефни форми. В целия регион на планината се проявява силна сеизмична дейност.

### Води
Южните Карпати са важна хидрографска област, от която водят началото си множество реки, като всички се отнасят към водосборния басейн на Дунав: Тимиш, Караш, Нера, Черна, Жиу, Мотру, Олт, Олтец, Тополог, Ведя, Арджеш, Дъмбовица, Яломица и др.

### Растителност
Подножията на планината и долните части на склоновете ѝ на височина до 900 – 1000 m са заети от дъбови и букови гори, нагоре (до 1700 m) – предимно иглолистни, сменящи се още по-нагоре с храсталаци, субалпийски и алпийски пасища.

## Икономика
Южните Карпати са богати на различни полезни изкопаеми – нефт по южното подножие (Флорещи, Питещ и др.), каменни въглища (Петрошени), каменна сол и др. В планината функционират много планинско-климатични (Синая) и балниоложки курорти (Кълимъкещи, Бъиле-Еркулане, Бъиле-Говора, Бъиле-Олитещи и др.).

## Галерия
- Езерото Видрару във Фъгърашките планини
- Езерото Букура в Ретезатските планини
- Сфинксът в планините Бучеджи
- Връх Молдовяну (2544 м), най-високата точка на Румъния